# Feigenkopf
Der Feigenkopf ist ein Berg in den Ammergauer Alpen, auf dessen Grat die Gemeindegrenze zwischen der Gemeinde Halblech und dem gemeindefreien Gebiet Ettaler Forst verläuft.
Der Gipfel ist Teil eines grasigen Grates, der sich von Westen beim Grubenkopf nach Osten bis vor die Große Klammspitze zieht. Am einfachsten lässt sich der Feigenkopf über den Bäckenalmsattel aus erreichen.